# Province d'El Kelaâ des Sraghna
La province d'El Kelaâ des Sraghna (en arabe : قلعة السراغنة) est une subdivision à dominante rurale de la région marocaine de Marrakech-Safi. Elle tire son nom de son chef-lieu, El Kelaâ des Sraghna.

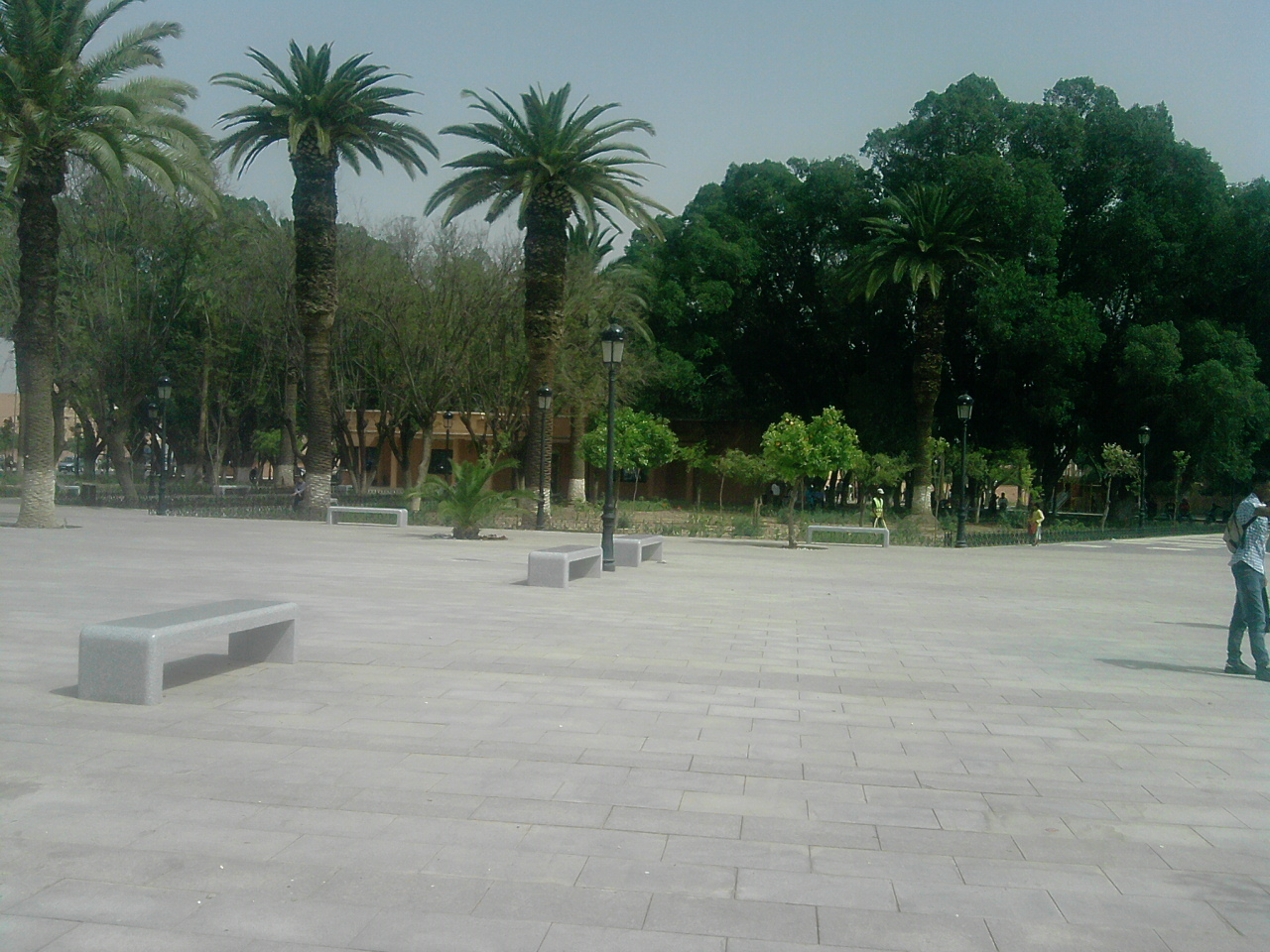
Jardin Central Kelaat Sraghna

## Démographie
De 1994 à 2004, selon les recensements, la population totale de la province d'El Kelaâ des Sraghna est passée de 682 428 à 754 705 habitants, sa population urbaine de 131 094 à 181 517 habitants et sa population rurale de 551 334 à 573 188 habitants.
À la suite du rattachement, en 2009, d'une partie de son territoire à la nouvelle province de Rehamna, sa population totale est ramenée à 466 268 habitants, sa population urbaine à 107 495 habitants et sa population rurale à 358 773 habitants (sur la base des données communales du recensement de 2004).
| Municipalités        | Population en 1994 | Population en 2004 |
| -------------------- | ------------------ | ------------------ |
| El Kelaâ des Sraghna | 51 373             | 68 694             |
| Laattaouia           | 11 219             | 20 237             |
| Tamallalt            | 8 701              | 12 212             |
| Sidi Rahhal          | 6 292              | 6 352              |

La province a un taux d'analphabétisme de 56 %, et de 75 % chez les femmes des zones rurales.

## Économie
Les olives et l'huile d'olive de la région sont réputées. L'élevage du mouton sardi est aussi une des principales productions agricoles de la province.
La culture de l'olivier s'étend sur plus de 43 000 hectares, soit quelque 91 % de l'ensemble de la superficie réservée à la culture fruitière avec une production moyenne de plus de 100 000 tonnes pour une année normale, soit quelque 24 quintaux par hectare.
Cependant, certaines entraves empêchent une exploitation maximale du potentiel de la province dans ce domaine et la mise en avant de la qualité du terroir. Par exemple, la grande majorité des oléiculteurs utilisent des méthodes traditionnelles à faible rendement à cause du manque de fonds malgré l'énorme potentiel oléicole de la région, et par ailleurs le verger est considéré comme vieux avec 13 % des arbres qui dépassent les cinquante ans.